# Eschborn-Frankfurt U23
Eschborn-Frankfurt U23 er U23-udgaven af det klassiske cykelløb Eschborn-Frankfurt som arrangeres i Frankfurt am Main 1. maj. Løbet er en del af UCI Europe Tour og har kategori 1.2U.

## Vindere
| År   | Vinder             | Toer                  | Treer                 |        |
| ---- | ------------------ | --------------------- | --------------------- | ------ |
| 1998 | Raphael Schweda    | Stefan Rütimann       | Marcel Strauss        |        |
| 1999 | Stephan Schreck    | Jochen Summer         | Markus Wilfurth       |        |
| 2000 | Torsten Hiekmann   | Dirk Reichl           | Thomas Bruun Eriksen  |        |
| 2001 | David Kopp         | Dirk Reichl           | Christian Pfannberger |        |
| 2002 | Bernhard Kohl      | Stefan Rucker         | Steffen Lockan        |        |
| 2003 | Denis Titschenko   | Markus Fothen         | Brian Vandborg        |        |
| 2004 | Marc de Maar       | Thomas Dekker         | Bas Giling            |        |
| 2008 | Stefan Denifl      | Christoph Sokoll      | Mitja Schlüter        |        |
| 2009 | Jack Bobridge      | Daniel Schorn         | Matthias Brändle      |        |
| 2010 | Tino Thömel        | Wesley Kreder         | Loïc Aubert           |        |
| 2011 | Patrick Bercz      | Florian Scheit        | Maurits Lammertink    |        |
| 2012 | Sven Erik Bystrøm  | Michael Valgren       | Maurits Lammertink    |        |
| 2013 | Lasse Norman Leth  | Michael Valgren       | Maximilian Werda      |        |
| 2014 | Mads Pedersen      | Nils Politt           | Sven Erik Bystrøm     |        |
| 2016 | Konrad Geßner      | Benjamin Declercq     | Christophe Noppe      |        |
| 2017 | Fabio Jakobsen     | Casper Pedersen       | Patrick Müller        |        |
| 2018 | Niklas Larsen      | Jonas Rutsch          | Marten Kooistra       |        |
| 2019 | Frederik Rodenberg | Kaden Groves          | Jake Stewart          |        |
| 2020 | aflyst             | aflyst                | aflyst                | aflyst |
| 2021 | aflyst             | aflyst                | aflyst                | aflyst |
| 2022 | aflyst             | aflyst                | aflyst                | aflyst |
| 2023 | Joshua Gudnitz     | Gustav Wang           | Aklilu Arefayne       |        |
| 2024 | Wessel Mouris      | Peter Øxenberg Hansen | Alexander Arnt Hansen |        |